# Штрандман, Магнус Оттонович
Иван Густав Магнус Оттонович фон Штрандман (1784—1842/1843) — российский археолог, архивист, дипломат, переводчик и путешественник; коллежский советник.

## Биография
Родился в Эстляндии, в имении своего деда по матери, графа Стенбока, 20 (31) августа 1784 года; сын генерала от инфантерии русской императорской армии Отто Магнуса Штрандмана (1746—1827). Первоначальным воспитанием его руководила бабушка, урождённая баронесса Штакельберг, которая при содействии опытных педагогов дала внуку хорошее домашнее образование. В 1803 году фон Штрандман поступил в Императорский Дерптский университет и два года учился на юридическом факультете.
В начале 1805 года  был определен на государственную службу в Коллегию иностранных дел актуариусом. В следующем 1806 году, состоя там же переводчиком, он занимался в архиве приведением в порядок азиатских бумаг и одновременно исполнял обязанности секретаря при графе Ливене.
В 1807 году он совершил свою первую археологическую поездку в окрестности Старой Ладоги для исследования развалин Рюрикова замка, которые были им описаны и отчасти зарисованы на месте. Вскоре за тем, когда в 1810 году граф Ливен был определен посланником в Берлин, Штрандман последовал за ним туда же в качестве секретаря посольства и в следующем году получил чин коллежского асессора.
Отечественная война 1812 года вынудила его вернуться в Россию. Пробравшись в Полоцк, где находился тогда при главной квартире император Александр I, был здесь представлен государственному канцлеру графу Н. П. Румянцеву и оставался в его свите в течение нескольких недель. Отсюда он был послан с депешами к Шведскому двору и по прибытии в Швецию состоял некоторое время секретарём при русском посольстве и в ноябре 1812 года за усердие, выказанное им здесь, был награждён орденом Святого Владимира 4-й степени.
Своё пребывание в Швеции Штрандман использовал и для археологических изысканий, препорученных ему графом Румянцевым. Он объездил с этой целью многие провинции королевства, в Стокгольмской королевской библиотеке снял копии с наиболее интересных документов, касающихся древнейшей истории России и в библиотеке графа Враге в Скогклостере нашел любопытную Ревельскую хронику XIV столетия. Сделав обстоятельные выписки из последней и факсимиле первой страницы, он вместе с прочими копиями отослал их в Санкт-Петербург графу Румянцеву. К сожалению, выписки эти впоследствии в бумагах канцлера не были найдены.
В 1813 году фон Штрандман вернулся к графу Ливену, который тем временем был перемещён послом в Лондон, и, состоя секретарём посольства, провел несколько лет в Англии. Здесь, как и в Швеции, Штрандман усердно разыскивал интересные для российской истории памятники старины и делал с них копии для Румянцева. К числу наиболее ценных документов, найденных им в Англии, надо отнести переписку королевы Елизаветы с Иоанном Грозным и описание путешествия Энгельберта Кемпфера через Россию в Японию.
В 1816 году Штрандман был произведён в надворные советники и в том же году ему было поручено руководить заграничной поездкой студентов Петербургского Главного Педагогического института, в числе четырёх человек, для ближайшего ознакомления с лучшими методами начального воспитания. С своими молодыми спутниками он объездил Англию, Шотландию, Францию и Швейцарию.
В 1817 году фон Штрандман был произведен в коллежские советники, а с 1818 года стал часто предпринимать поездки в Италию, занимаясь сбором артефактов для Румянцевской библиотеки. Во Флоренции, Венеции, Риме и других городах в разное время им были найдены многие заслуживающие внимания рукописи. Результатом этих изысканий явился, сочинение Штрандмана по истории дипломатических сношений древнерусских князей с Римом. Труд этот вместе с ценной коллекцией факсимиле древнейших италийских рукописей, предназначавшихся для изучения средневековой латинской палеографии, впоследствии был представлен фон Штрандманом императору Николаю I.
В 1827 году смерть отца побудила фон Штрандмана вернуться в Россию; в августе того же года он вышел в отставку, получив пожизненную пенсию в 1500 рублей, но через несколько лет опять отправился в итальянскую столицу для продолжения своих прерванных занятий в архивах. Здесь в 1833 году папа римский Григорий XVI пожаловал его титулом пфальцграфа (comes palatii).
Последние годы своей жизни Иван Густав Магнус Оттонович фон Штрандман провел на родине и умер 29 декабря 1842 (10 января 1843) года в Риге.
Рукописные исторические материалы, собранные фон Штрандманом в Италии («Matériaux pour servir à l’histoire et à la géographie du Septentrion»), составили 8 томов и были изданы в 1820—1827 гг. в Риме и Флоренции. Описание своих научных поездок и путешествий фон Штрандман помещал в немецком издании «Journal für die neusten Land-und-Seereisen und das Interessanteste aus der Völker-und-Länderkunde» 1810—1812 гг. Здесь были напечатаны: «Reise nach Moskau im Jahre 1808», «Reise des Fürsten Gagarin nach Neu-Finnland», «Reise von St.-Petersburg zu den Trümmern des Rurikschen Schlosses bei Alt-Ladoga am Wolchow» и перевод с русского сочинения Бантыш-Каменского: «Reise von Moskau durch Moldau, Wallachey und Servien im Jahre 1808». Кроме этих трудов, известно ещё его небольшое сочинение на французском языке: «Pensées sur l’importance de la religion» (à Londres, 1812).